# Massa Lombarda
Massa Lombarda (en emilià-romanyol La Màcia) és un municipi italià, situat a la regió d'Emília-Romanya i a la província de Ravenna. L'any 2010 tenia 10.562 habitants. Limita amb els municipis de Conselice, Sant'Agata sul Santerno, Lugo, Mordano (BO) i Imola (BO).

## Llista d'alcaldes
- 1905-1907 - Emilio Roli (PSI)
- 1907-1922 - Giovanni Manaresi
- 1922-1928 - Gustavo De Luca (PNF)
- 1928-1932 - comissariat
- 1932-1943 - Giovanni Foschini (PNF)
- 1943-1945 -
- 1945-1946 - Silvio Guardigli (nomenat pel Prefecte)
- 1946-1950 - Silvio Guardigli (PCI)
- 1950-1951 - Giuseppe Costa (PSI)
- 1951-1956 - Oreste Zini (PCI)
- 1956-1960 - Andrea Berardi (PCI)
- 1960-1964 - Ettore Ricci (PSI)
- 1964-1966 - Giuseppe Venturini (PCI)
- 1966-1980 - Francesco Gentilini (PCI)
- 1980-1995 - Radames Franzaroli (PCI-PDS)
- 1995-2004 - Daniele Bassi (DS)
- 2004- - Linda Errani (DS-PD)

## Agermanaments
- Marmirolo
- Poreč